# The Comedy Festival
The Comedy Festival, anciennement connu sous le nom de US Comedy Arts Festival, était un festival de comédie qui s’est déroulé de 1995, à 2008. Le festival comprenait des spectacles d’humour stand-up, des apparitions d’acteurs d’émissions de télévision et comportait un volet cinématographique appelé Film Discovery Program,.

## Histoire
Les 13 premières éditions du US Comedy Arts Festival ont eu lieu chaque année au Wheeler Opera House et dans d’autres lieux d’Aspen, au Colorado. Le sponsor principal du festival était HBO, avec le co-parrainage de Caesars Palace (le lieu principal), TBS, GEICO Insurance, Twix candy bars et la vodka Smirnoff. Entre deux éditions, HBO avait lancé une version dérivée simplement nommée The Comedy Festival, qui se tenait depuis 2006 à Las Vegas, Nevada, en collaboration avec le Anschutz Entertainment Group.
L’événement d’Aspen a fermé ses portes en 2007 une fois que HBO a quitté le secteur des festivals, considérant les dépenses comme trop élevées. Le comédien américain Chris Fleming s’est produit lors de l’édition de 2007.
TBS a repris l’événement de Las Vegas en 2008 et a organisé une édition de suivi cette année-là, organisant également d’autres festivals d’humour en collaboration avec Just For Laughs. À son tour, Aspen a remplacé le festival par des événements similaires, le Aspen Rooftop Comedy Festival et le Aspen Laff Festival,,,.